# Madiama nigroscitalis
Madiama nigroscitalis är en fjärilsart som beskrevs av Walker 1864. Madiama nigroscitalis ingår i släktet Madiama och familjen mott. Inga underarter finns listade i Catalogue of Life.